# 正四位
正四位（しょうしい）とは、日本の位階及び神階における位のひとつ。
従三位の下、従四位の上に位する。贈位の場合、贈正四位という。

## 概要

### 官位相当制における正四位の位置付け
正四位は律令制下においては上下に分けられ、従三位の下、従四位の上に位する。勲等では、勲三等に相当し、官位相当では正四位上は中務卿、参議に相当し、正四位下は皇太子傅及び中務省を除く八省の長官である卿（式部卿、治部卿、民部卿、兵部卿、刑部卿、大蔵卿、宮内卿）の職がこの位にあった。しかし、後代には正四位の位階は本来従三位相当である筈の近衛大将が大臣の兼官となることが慣例化するに連れて、従三位の者が近衛中将に任ぜられ、三位中将となることが通例化すると、正四位の者は近衛少将に任ぜられることが慣例化するようになった（結城秀康など）。但し、正四位上については従三位に昇進予定者が一時昇叙する特別な位階であり、官位相当制では正四位下が主に用いられた。尤も、江戸時代に入ると、彦根藩主の井伊氏の極位が正四位上とされたこともあり、時代により位階の運用に差異があることは留意する必要がある。

### 正四位の格式と主な叙位者
従四位同様、四位にある者の敬称は氏及び諱の下に、朝臣を付ける名乗りが基本である。例として「正四位下前伊予守源頼義朝臣」など。
しかし、正四位であっても参議となり、公卿に列した者への敬称は氏の下に「朝臣」、諱の下に「卿」と称した。
一方、正四位下は公卿に昇ることを許されない家柄の極位、即ち最高位であり、著名なところでは清和源氏とりわけ、摂津源氏、河内源氏の棟梁に多くみられた。清和源氏では初代 経基王その子の源満仲、また満仲の長男 摂津源氏の棟梁 源頼光、河内源氏の棟梁 源頼義、義家親子など河内源氏代々の棟梁がその位階に昇った。また、摂津源氏の傍系ではある、美濃源氏の源光保は院近臣として活躍し、娘 土佐局が鳥羽法皇の寵妃となったことで正四位下に昇った。
一方、武家の棟梁として源氏と覇を競った桓武平氏では、公家平氏を別として武家平氏については官位の面でも長らく源氏に遅れをとっていた。しかし、源義家の子 義親が九州や隠岐国で濫妨を働き、平正盛がこれを討伐したことで、平氏は家格を上昇させ、その子 平忠盛の代に正四位上刑部卿にまで昇り、その嫡男 清盛も29歳の若さで正四位下中務大輔兼安芸守となり、平氏政権の礎を築いている。源氏においては、頼朝が平氏追討を遂げるまでの間、この位階に留まったほか、鎌倉時代は鎌倉幕府執権北条氏の得宗及び有力一門や有が叙せられ、得宗では北条泰時が、有力一門では北条政村が叙せられた。そのほか、京都の学者貴族出身の有力御家人 大江広元もこの位階に叙せられている。
戦国時代には飛騨の国司大名 姉小路氏や北畠氏が正四位ないし従三位に昇るなど公家大名に叙位例が見られる他、一国人領主ながら三管領斯波家の女を母とする、源氏の名門 村上義清が正四位上に昇っている。
江戸時代には、御三家の水戸藩の水戸徳川家の当主、家門大名では福井藩の越前松平家（15代中4人）、譜代大名では彦根藩の井伊氏（17代中3人）、外様大名の加賀藩の前田氏や薩摩藩の島津氏（12代中、島津斉宣のみ）、仙台藩の伊達氏（歴代では伊達慶邦のみ）などの大名家が昇ることを許された。
明治時代以降、正四位上と正四位下は正四位に一本化。幕末の尊皇攘夷や明治維新において亡くなった功労者のうち、従三位以上に叙せられた元勲や公卿、大名などの華族を除いた、特に偉勲著しい者に対して正四位が贈位された。
政府においては正四位は事務次官、大日本帝国陸海軍では、大将の階級にある者の初叙位階とされた。その他、国会議員もその経歴・実績に応じ従一位から正四位の間で叙位される例が多い。
今日の栄典制度では、勲二等相当の功績ある人物が亡くなった際に叙位される。主な例としては国会議員や功績著しい大学教授（名誉教授の称号を与えられた者）にその例が見られる。また、学者、芸術家などで文化功労者に認められた者が死後に叙位されることが一般的である。

## 古代・中世で正四位に叙せられた人物（極位として）
| - 葛野王 - 犬上王 - 下毛野古麻呂 - 中臣意美麻呂 - 安八万王 - 路大人 - 広瑞王 - 阿倍首名 - 六人部王 - 長田王 - 橘佐為 - 紀男人 - 大原高安 - 春日王 - 佐伯浄麻呂 - 阿倍佐美麻呂 - 阿倍嶋麻呂 - 坂上犬養 - 大和長岡 - 慕昌禄 - 大伴駿河麻呂 | - 田中多太麻呂 - 紀形名 - 巨勢巨勢野 - 道嶋嶋足 - 紀家守 - 藤原鷹取 - 石川垣守 - 大中臣子老 - 伊勢老人 - 大中臣諸魚 - 安倍兄雄 - 三島名継 - 藤原真雄 - 吉備泉 - 紀広浜 - 橘安麻呂 - 石川難波麻呂 - 佐伯清岑 - 平野王 - 石川河主 - 紀咋麻呂 | - 永原子伊太比 - 小野野主 - 安倍吉人 - 文室秋津 - 橘氏人 - 三原春上 - 田口佐波主 - 紀名虎 - 坂上清野 - 滋野貞主 - 源明 - 藤原助 - 石川長津 - 長岑高名 - 南淵永河 - 藤原衛 - 正行王 - 正躬王 - 豊江王 - 藤原良縄 - 紀今守 | - 源生 - 藤原仲統 - 源寛 - 源覚 - 基兄王 - 源舒 - 平房世 - 忠貞王 - 源宗于 - 源経基 - 源満仲 - 源頼光 - 源頼親 - 源頼義 - 源義家 - 源光保 - 平忠盛 - 大江広元 - 北条泰時 - 北条政村 - 黒川明人 |

## 近世・近代で正四位に叙せられた人物（贈正四位）
- 1870年（明治3年）4月8日[1] - 錦小路頼徳
- 1878年（明治11年）3月6日[2] - 大江磐代
- 1878年（明治11年）3月8日[2] - 高山彦九郎（正之）
- 1881年（明治14年）5月31日[2] - 蒲生君平
- 1881年（明治14年）9月6日[2] - 武田信広
- 1883年（明治16年）2月27日[3]
  - 賀茂真淵、本居宣長、平田篤胤、伊能忠敬、荷田春満
- 1883年（明治16年）8月6日[4]
  - 児島高徳、結城宗広
- 1884年（明治17年）4月10日[4]
  - 得能通綱、土居通増
- 1889年（明治22年）2月11日[4]
  - 藤田東湖（誠之進）、佐久間象山（修理）、吉田松陰（寅次郎）
- 1891年（明治24年）4月8日[5]
  - 戸田忠太夫、会沢正志斎（恒蔵）、安島帯刀、小林良典、頼三樹三郎、梁川星巌（新十郎）、田中河内介、梅田雲浜（源二郎）、橋本左内、日下部伊三治、宮部鼎蔵、平野国臣（次郎）、益田親施（右衛門介）、福原元僴（越後）、国司親相（信濃）、村田清風（四郎左衛門）、周布政之助、前田孫右衛門、宍戸真澂（左馬介）、来島又兵衛、久坂玄瑞（義助）、寺島忠三郎、入江九一、高杉晋作、真木保臣（和泉守）、武市瑞山（半平太）、吉村虎太郎（寅太郎）、坂本龍馬、中岡慎太郎
- 1891年（明治24年）7月23日[5] - 足助重範
- 1891年（明治24年）12月17日[6][7]
  - 西大路隆共、桜井氏福、竹内敬持（式部）、藤井直明（右門）、山県大弐、長岡是容（監物）、契沖、月照（忍向）、月性、藤田幽谷（次郎左衛門）、頼山陽（久太郎）、伴信友、渡辺崋山（登）、武田耕雲斎、茅根伊予之介、山国兵部、金子孫二郎、高橋多一郎、清水親知（清太郎）、毛利登人、山田亦介、竹内正兵衛、中村九郎、佐久間左兵衛、大和弥八郎（国之助）、楢崎弥八郎、渡辺内蔵太、松島剛蔵、大浦教之助
- 1892年（明治25年）11月7日[8] - 青山忠誠
- 1893年（明治26年）12月27日[8]
  - 藤原惺窩、前野良沢、高島秋帆（四郎太夫）
- 1896年（明治29年）11月2日[8] - 平景隆
- 1898年（明治31年）7月4日[9]
  - 唐崎士愛、高野長英、長谷川宗右衛門、松崎渋右衛門、鈴木主税、鎌田出雲、山田宇右衛門、御堀耕助、福田侠平、海津幸一、月形洗蔵、松村大成
- 1898年（明治31年）10月25日[10] - 坂元八郎太
- 1898年（明治31年）11月[11] - 中山忠光
- 1901年（明治34年）8月24日[12] - 服部雄吉
- 1902年（明治35年）11月8日[13]
  - 安積澹泊（覚兵衛）、大場一真斎、月形深蔵、児玉雄一郎、浦元襄（靱負）、毛利親信（藤内）、轟武兵衛（照幡烈之助）、池尻茂左衛門（始）
- 1903年（明治36年）11月13日[14] - 児島範長、桜山茲俊、春日潜庵（仲襄）、伊能友鴎、河合屏山、江川英龍（太郎左衛門）
- 1904年（明治37年）4月11日[15] - 広瀬武夫
- 1905年（明治38年）11月18日[16]
  - 守悦、周養、結城親光、土岐頼兼、多治見国長
- 1907年（明治40年）10月23日[17]
  - 山鹿素行（甚五左衛門）、山崎闇斎（嘉右衛門）、中江藤樹（与右衛門）、伊藤仁斎（源佐）
- 1907年（明治40年）11月15日[17]
  - 新井白石（君美）、青木昆陽（文蔵）、那珂通辰、関宗祐、下妻政泰、杉田玄白
- 1908年（明治41年）9月9日[18]
  - 清河八郎、吉川忠行（久治）
- 1909年（明治42年）9月11日[19]
  - 木下順庵（平之允）、岡部豊後
- 1910年（明治43年）11月16日[20]
  - 熊沢蕃山（助右衛門）、宇田川玄随
- 1911年（明治44年）6月1日[20]
  - 貝原益軒、桂川甫周、塙保己一、大槻玄沢
- 1911年（明治44年）11月15日[21]
  - 黒田長興、鍋島直与、鍋島直朝、五条頼元、阿蘇惟直、阿蘇惟澄
- 1912年（明治45年）2月26日[22]
  - 秋元長朝、小河一敏、野中兼山（伝右衛門）、中井竹山（善太）
- 1913年（大正2年）11月17日[23] - 千秋親昌
- 1914年（大正3年）11月19日[23]
  - 楠木正時、楠木正遠（和田正遠）
- 1915年（大正4年）11月10日[24]
  - 堀信増、内藤信敦、秋元礼朝、脇屋義治、佐々木広綱、立入宗康、立入宗長、榊原康政、岡田新太郎、内藤信親（信思）、少弐景資、上杉房能、楠木正勝、楠木正家、朝倉孝景、畑時能、金谷経氏、大舘氏明、気比氏治、名和長重、富士名雅清（義綱）、林羅山（又三郎）、曲直瀬道三（正盛）、松平頼該（左近）、今井金衛門
- 1916年（大正5年）4月11日[25] - 江藤新平
- 1916年（大正5年）11月15日[25]
  - 小笠原忠固、黒田継高、立花鑑賢、少弐経資
- 1916年（大正5年）12月28日[26]
  - 浅野重晟、伊達村候、松平定通、菊池重朝
- 1917年（大正6年）11月17日[27]
  - 豊島泰盛、森寺常安、前田利明、前田利次、市橋長和（長義）
- 1918年（大正7年）11月18日[28]
  - 林子平、小山朝政、大関増裕、井伊高顕、狩野貞長、田村輝顕（輝定）、南部政持
- 1919年（大正8年）11月15日[29] - 和田正武
- 1924年（大正13年）2月11日[30]
  - 最上義光、奥平昌高、大友頼泰、大友貞親、脇坂安董、藤堂高聴、大関増業、内藤政樹、中川久清、林鵞峰（春勝）、大井田経隆、大矢野種保、葛西貞清（清貞）、吉川広嘉、種子島時尭、黒田長舒、木村重成
- 1928年（昭和3年）11月10日[31]
  - 河辺精長、高橋宗直、仙石久行、伊達慶邦
- 1930年（昭和5年）4月15日[32] - 古市利三郎
- 1938年（昭和13年）11月19日[33] - 名和義高

## 日本国憲法施行後に正四位に叙せられた主な人物
氏名は官報掲載時のものを表記する。
| 氏名       | 主な役職                                                                               | 叙位日         | 叙勲                                               |
| ---------- | -------------------------------------------------------------------------------------- | -------------- | -------------------------------------------------- |
| 上野陽一   | 人事官、学校法人産業能率短期大学理事長                                                 | 1957年10月18日 |                                                    |
| 三船久蔵   | 柔道家                                                                                 | 1965年1月27日  | 紫綬褒章、勲二等瑞宝章                             |
| 秋山徳蔵   | 料理人、宮内庁主厨長                                                                   | 1974年7月14日  | 勲三等瑞宝章                                       |
| 沢田美喜   | 社会事業家                                                                             | 1980年5月12日  | 勲三等瑞宝章                                       |
| 鳩山薫     | 共立女子学園長、友愛青年同志会会長                                                     | 1982年8月15日  | 藍綬褒章、勲一等瑞宝章                             |
| 奥田豊三   | 第2代国土地理院長                                                                      | 1983年10月7日  | 勲二等瑞宝章                                       |
| 星野愷     | 東京工業大学名誉教授、電気化学                                                         | 1986年7月25日  | 勲三等旭日中綬章                                   |
| 本間喜一   | 愛知大学名誉学長、商法、初代最高裁判所事務総長、検察官、裁判官、弁護士                 | 1987年5月9日   | 勲二等瑞宝章、勲二等旭日重光章                     |
| 相良惟一   | 京都大学名誉教授、聖心女子大学名誉教授、教育行政学                                     | 1987年5月15日  | 勲二等瑞宝章                                       |
| 美尾浩子   | 静岡県立大学名誉教授、言語学者、随筆家                                                 | 1991年12月19日 | 勲三等瑞宝章                                       |
| 大山康晴   | 将棋棋士 十五世名人、日本将棋連盟前会長                                                | 1992年7月26日  | 勲二等瑞宝章                                       |
| 山口新比古 | 俳人（山口誓子）                                                                       | 1994年3月26日  | 文化功労者、勲二等瑞宝章                           |
| 澁谷昇     | 福山通運名誉会長                                                                       | 1994年6月6日   | 勲二等瑞宝章、勲二等旭日重光章                     |
| 森下正明   | 京都大学名誉教授、個体群生態学                                                         | 1997年2月25日  | 勲三等旭日中綬章                                   |
| 香川綾     | 栄養学者、女子栄養大学創立者                                                           | 1997年4月2日   | 文化功労者、勲二等瑞宝章、藍綬褒章                 |
| 安部利光   | 検察官                                                                                 | 1998年10月8日  |                                                    |
| 渡邊敏夫   | 天文学者、東京商船大学名誉教授                                                         | 1998年11月6日  |                                                    |
| 塹江誠夫   | 数学者、京都大学名誉教授                                                               | 2003年7月24日  | 勲二等瑞宝章                                       |
| 下村泰     | タレント・漫談家、参議院議員（コロムビア・トップ）                                     | 2004年6月7日   | 勲二等旭日重光章                                   |
| 金谷治     | 東洋学者、東北大学名誉教授、追手門大学名誉教授                                         | 2006年5月5日   | 勲二等瑞宝章、日本学士院会員                       |
| 戸崎誠喜   | 伊藤忠商事会長                                                                         | 2006年7月3日   | 勲二等旭日重光章                                   |
| 小島信夫   | 小説家、英文学者                                                                       | 2006年10月26日 | 旭日重光章、日本藝術院会員                         |
| 青島幸男   | 放送作家、第二院クラブ代表、参議院議員、第13代東京都知事                               | 2006年12月20日 | 旭日重光章                                         |
| 安藤百福   | 日清食品会長                                                                           | 2007年1月5日   | 勲二等瑞宝章、勲二等旭日重光章                     |
| 酒井幸三   | 英文学者、京都大学名誉教授                                                             | 2008年1月3日   | 瑞宝中綬章                                         |
| 川村二郎   | ドイツ文学者、文芸評論家、東京都立大学名誉教授                                         | 2008年2月7日   | 紫綬褒章、日本藝術院会員                           |
| 市川崑     | 映画監督                                                                               | 2008年2月13日  | 勲四等旭日小綬章、旭日重光章                       |
| 熊田禎宣   | 東京工業大学名誉教授、社会工学                                                         | 2009年7月18日  | 瑞宝中綬章                                         |
| 板谷良平   | 京都大学名誉教授、新居浜工業高等専門学校校長                                           | 2010年3月7日   | 瑞宝中綬章                                         |
| 森澄夫     | 俳人（森澄雄）                                                                         | 2010年8月18日  | 旭日重光章、日本藝術院会員                         |
| 坂田栄男   | 囲碁棋士                                                                               | 2010年10月22日 | 勲二等瑞宝章                                       |
| 小寺弘之   | 第52-55代群馬県知事                                                                    | 2010年12月21日 | 旭日重光章                                         |
| 渡邊一     | 歌舞伎俳優（五代目中村富十郎）                                                         | 2011年1月3日   | 旭日中綬章、旭日重光章                             |
| 中村榮次郎 | 歌舞伎俳優（七代目中村芝翫）                                                           | 2011年10月10日 | 勲三等瑞宝章、旭日重光章                           |
| 田中昭二   | 東京大学名誉教授、応用物理学                                                           | 2011年11月11日 | 紫綬褒章、勲三等旭日中綬章                         |
| 大槻富之助 | 東京工業大学名誉教授                                                                   | 2011年11月23日 |                                                    |
| 浅沼清太郎 | 警察庁長官                                                                             | 2011年11月30日 | 瑞宝重光章                                         |
| 笹山幸俊   | 第14代神戸市長                                                                         | 2011年12月10日 | 勲一等瑞宝章                                       |
| 西田龍雄   | 京都大学名誉教授、言語学                                                               | 2012年9月26日  | 瑞宝重光章                                         |
| 大滝秀治   | 俳優                                                                                   | 2012年10月2日  | 紫綬褒章、勲四等旭日小綬章、旭日重光章             |
| 速水佑次郎 | （旧）東京都立大学名誉教授、経済学                                                     | 2012年12月24日 | 瑞宝重光章                                         |
| 木村栄一   | 一橋大学名誉教授、保険学                                                               | 2013年1月4日   | 勲三等旭日中綬章                                   |
| 納谷幸喜   | 大相撲力士（第55代横綱：大鵬幸喜）                                                     | 2013年1月19日  | 旭日重光章                                         |
| 長富祐一郎 | 大蔵省関税局長                                                                         | 2013年1月24日  |                                                    |
| 高野悦子   | 岩波ホール総支配人                                                                     | 2013年2月9日   | 勲三等瑞宝章、旭日重光章                           |
| 桜井郁三   | 衆議院議員                                                                             | 2013年2月10日  | 旭日重光章                                         |
| 山田良市   | 第15代航空幕僚長                                                                       | 2013年2月27日  | 勲二等瑞宝章                                       |
| 山口昌男   | 東京外国語大学名誉教授、札幌大学学長、文化人類学                                       | 2013年3月10日  | 瑞宝中綬章                                         |
| 田畑金光   | 衆議院議員、福島県いわき市長                                                           | 2013年4月22日  | 勲二等旭日重光章                                   |
| 尾藤正英   | 日本史学者、東京大学名誉教授                                                           | 2013年5月4日   | 瑞宝重光章                                         |
| 河竹登志夫 | 演劇学者、早稲田大学名誉教授                                                           | 2013年5月6日   | 紫綬褒章、勲三等旭日中綬章、文化功労者、旭日重光章 |
| 間部耕平   | 日本テレビ放送網社長                                                                   | 2013年5月7日   | 旭日重光章                                         |
| 瀬戸雄三   | アサヒビール社長                                                                       | 2013年5月13日  | 旭日重光章                                         |
| 小倉保己   | 歯学・薬理学者、東北大学名誉教授、石巻専修大学学長                                     | 2013年5月27日  | 勲二等瑞宝章                                       |
| 十亀昭雄   | 政治学者、北海道教育大学名誉教授                                                       | 2013年5月29日  | 瑞宝中綬章                                         |
| 茂在寅男   | 東京商船大学名誉教授、航海計器学                                                       | 2013年5月31日  | 勲三等旭日中綬章                                   |
| 上坂昇     | 衆議院議員                                                                             | 2013年7月2日   |                                                    |
| 戸田菊雄   | 衆議院議員                                                                             | 2013年7月13日  | 勲一等瑞宝章                                       |
| 西尾邑次   | 第47-50代鳥取県知事                                                                    | 2013年7月23日  | 勲二等旭日重光章                                   |
| 高橋睦正   | 熊本大学名誉教授、放射線科学                                                           | 2013年9月16日  | 瑞宝中綬章                                         |
| 山本草二   | 国際海洋法裁判所判事                                                                   | 2013年9月13日  | 瑞宝重光章                                         |
| 北村貞太郎 | 京都大学名誉教授、農業土木学                                                           | 2013年9月20日  | 瑞宝中綬章                                         |
| 岡村總吾   | 東京大学名誉教授、東京電機大学学長                                                     | 2013年10月25日 | 勲二等旭日重光章、日本学士院会員                   |
| 河島喜好   | 本田技研工業社長                                                                       | 2013年10月31日 | 旭日重光章                                         |
| 曻地三郎   | 福岡教育大学名誉教授、しいのみ学園学園長                                               | 2013年11月27日 |                                                    |
| 三木谷良一 | 神戸大学名誉教授、経済学                                                               | 2013年11月9日  | 瑞宝中綬章                                         |
| 勝沼信彦   | 徳島大学名誉教授、生化学                                                               | 2013年11月10日 | 勲二等瑞宝章                                       |
| 木宮和彦   | 常葉学園学園長、参議院議員                                                             | 2013年12月6日  | 勲二等旭日重光章                                   |
| 長田博     | 第16代海上幕僚長、自衛艦隊司令官                                                       | 2013年12月1日  | 勲二等瑞宝章                                       |
| 小林好宏   | 北海道大学名誉教授、応用経済学                                                         | 2013年12月22日 | 瑞宝中綬章                                         |
| 関集三     | 化学者、大阪大学名誉教授                                                               | 2013年12月24日 | 勲二等旭日重光章、日本学士院会員                   |
| 豊蔵一     | 建設事務次官、セントラル・リーグ第6代会長                                              | 2013年12月30日 | 勲一等瑞宝章                                       |
| 萩原宏     | 京都大学名誉教授、京都情報大学院大学学長                                               | 2014年1月8日   | 瑞宝中綬章                                         |
| 鳥海巌     | 丸紅社長、東京国際フォーラム社長                                                       | 2014年1月10日  | 旭日重光章                                         |
| 田中恒利   | 衆議院議員                                                                             | 2014年1月12日  | 勲二等旭日重光章                                   |
| 大石泰彦   | 東京大学名誉教授                                                                       | 2014年1月16日  | 勲二等瑞宝章                                       |
| 奈良毅     | 東京外国語大学名誉教授                                                                 | 2014年1月20日  | 瑞宝中綬章                                         |
| 山田尚達   | 北海道大学名誉教授                                                                     | 2014年1月21日  |                                                    |
| 鈴木博之   | 東京大学名誉教授                                                                       | 2014年2月3日   | 瑞宝中綬章                                         |
| 宮脇磊介   | 内閣広報官                                                                             | 2014年2月20日  |                                                    |
| 成田興史   | 名古屋市立大学名誉教授                                                                 | 2014年2月23日  | 瑞宝中綬章                                         |
| 沼本克明   | 広島大学名誉教授                                                                       | 2014年3月11日  | 瑞宝中綬章                                         |
| 吉田太郎一 | 第7代財務官、アジア開発銀行総裁                                                        | 2014年3月14日  | 勲一等瑞宝章                                       |
| 山本繁太郎 | 第46代山口県知事                                                                       | 2014年3月15日  |                                                    |
| 髙橋正雄   | 横浜国立大学名誉教授                                                                   | 2014年4月14日  |                                                    |
| 近藤英一郎 | 参議院議員、北海道開発庁政務次官                                                       | 2014年4月15日  | 勲二等瑞宝章、勲二等旭日重光章                     |
| 市村緑郎   | 彫刻家                                                                                 | 2014年4月27日  | 旭日中綬章、日本藝術院会員                         |
| 竹蓋幸生   | 英語教育学者、千葉大学名誉教授                                                         | 2014年4月30日  | 瑞宝中綬章                                         |
| 三好秀男   | 第12代陸上幕僚長                                                                       | 2014年5月8日   | 勲二等瑞宝章                                       |
| 真野岩夫   | 画家、京都市立芸術大学名誉教授                                                         | 2014年5月27日  | 瑞宝中綬章                                         |
| 西田吾郎   | 京都大学名誉教授、数学                                                                 | 2014年6月2日   | 瑞宝中綬章                                         |
| 森田哲彌   | 一橋大学名誉教授、会計学                                                               | 2014年6月8日   | 瑞宝中綬章                                         |
| 大部一秋   | ウルグアイ大使                                                                         | 2014年6月12日  | 瑞宝中綬章                                         |
| 笹森秀雄   | 旭川医科大学名誉教授、吉田学園学園長、都市社会学                                       | 2014年6月13日  | 勲三等瑞宝章                                       |
| 下鶴大輔   | 東京大学名誉教授、火山学                                                               | 2014年6月25日  | 勲二等瑞宝章                                       |
| 谷川久     | 成蹊大学名誉教授、海商法学                                                             | 2014年6月29日  |                                                    |
| 関楠生     | ドイツ文学者、東京大学名誉教授                                                         | 2014年7月3日   | 瑞宝中綬章                                         |
| 辻井正     | 医学者、奈良県立医科大学学長                                                           | 2014年7月3日   | 瑞宝中綬章                                         |
| 岩本政光   | 参議院議員、北海道開発庁政務次官                                                       | 2014年7月5日   | 勲二等旭日重光章                                   |
| 森隆夫     | お茶の水女子大学名誉教授、教育行政学                                                   | 2014年7月6日   | 瑞宝中綬章                                         |
| 一力一夫   | 河北新報社社主、第8代大相撲横綱審議委員会委員長                                        | 2014年7月20日  | 勲二等旭日重光章                                   |
| 大鷹淑子   | 元女優・歌手、参議院議員（李香蘭、山口淑子）                                           | 2014年10月14日 | 勲二等宝冠章                                       |
| 村尾澤夫   | 大阪府立大学名誉教授、応用微生物学                                                     | 2014年10月30日 | 紫綬褒章、勲三等旭日中綬章                         |
| 阿部昭吾   | 衆議院議員                                                                             | 2015年1月4日   | 勲一等瑞宝章                                       |
| 工藤綏夫   | 哲学者、秋田大学名誉教授                                                               | 2015年1月17日  | 勲二等瑞宝章                                       |
| 末舛惠一   | 国立がんセンター総長、医学                                                             | 2015年1月29日  | 勲二等旭日重光章                                   |
| 香川俊介   | 第11代財務事務次官                                                                     | 2015年9月14日  | 瑞宝重光章                                         |
| 藤田雄山   | 第59代広島県知事、参議院議員                                                           | 2015年12月18日 | 旭日重光章                                         |
| 宮崎勇     | 経済安定本部官僚、第51代経済企画庁長官                                                 | 2016年1月3日   | 勲一等瑞宝章                                       |
| 金澤一郎   | 宮内庁元皇室医務主管                                                                   | 2016年1月20日  | 瑞宝重光章                                         |
| 土肥隆一   | 衆議院議員                                                                             | 2016年1月22日  | 旭日重光章                                         |
| 川俣健二郎 | 衆議院議員                                                                             | 2016年1月24日  | 勲二等旭日重光章                                   |
| 米沢隆     | 衆議院議員、第8代民社党中央執行委員長                                                  | 2016年6月16日  | 旭日重光章                                         |
| 柴田承二   | 薬学者、日本薬学会会頭                                                                 | 2016年7月12日  | 従七位、勲二等旭日重光章                           |
| 森光昭     | ドイツ文学者、熊本大学名誉教授                                                         | 2017年2月16日  | 瑞宝中綬章                                         |
| 中野貞一郎 | 法学者、大阪大学名誉教授                                                               | 2017年2月16日  | 勲二等旭日重光章                                   |
| 森正武     | 数学者、筑波大学名誉教授                                                               | 2017年2月24日  | 瑞宝中綬章                                         |
| 荒木見悟   | 哲学者、九州大学名誉教授                                                               | 2017年3月22日  | 勲二等瑞宝章                                       |
| 水野勝     | 大蔵省主計局長、第3代日本たばこ産業社長                                                | 2017年3月25日  | 瑞宝重光章                                         |
| 重渕雅敏   | 実業家、東陶機器社長、北九州商工会議所会頭                                             | 2017年5月3日   | 旭日重光章                                         |
| 志村愛子   | 童謡歌手、参議院議員（安西愛子）                                                       | 2017年7月6日   | 勲三等宝冠章                                       |
| 久保嘉治   | 農学者、帯広畜産大学名誉教授                                                           | 2017年7月11日  | 瑞宝重光章                                         |
| 中路融人   | 日本画家、日展常務理事                                                                 | 2017年7月18日  | 文化功労者、旭日重光章、日本藝術院会員             |
| 石川重明   | 第83代警視総監                                                                         | 2017年10月13日 | 瑞宝重光章                                         |
| 松尾浩也   | 法学者、東京大学名誉教授                                                               | 2017年12月1日  | 勲二等旭日重光章                                   |
| 田中靖郎   | 宇宙物理学者、東京大学名誉教授                                                         | 2018年1月18日  | 勲二等瑞宝章                                       |
| 古在由秀   | 天文学者、国立天文台台長                                                               | 2018年2月5日   | 勲二等瑞宝章                                       |
| 海老原遥   | 教育学者、熊本大学名誉教授                                                             | 2018年8月9日   | 瑞宝中綬章                                         |
| 山川民夫   | 生化学者、東京大学名誉教授                                                             | 2018年10月7日  | 勲二等瑞宝章                                       |
| 佐々淳行   | 初代内閣安全保障室長、第15代防衛施設庁長官、警察庁刑事局参事官、第12代三重県警察本部長 | 2018年10月10日 | 勲二等旭日重光章                                   |
| 岩倉壽     | 日本画家                                                                               | 2018年10月11日 | 旭日中綬章                                         |
| 森川俊夫   | ドイツ文学者、一橋大学名誉教授                                                         | 2018年10月30日 | 瑞宝中綬章                                         |
| 山澤逸平   | 経済学者、一橋大学名誉教授                                                             | 2018年11月16日 | 瑞宝中綬章                                         |
| 近藤基彦   | 衆議院議員、農林水産副大臣                                                             | 2018年11月17日 | 旭日重光章                                         |
| 松野陽一   | 東北大学名誉教授、国文学研究資料館名誉教授                                             | 2018年11月25日 | 瑞宝中綬章                                         |
| 神代和欣   | 経済学者、横浜国立大学名誉教授                                                         | 2018年11月29日 | 瑞宝中綬章                                         |
| 板垣正     | 参議院議員                                                                             | 2018年12月9日  | 旭日重光章                                         |
| 北川知克   | 衆議院議員、環境副大臣                                                                 | 2018年12月26日 | 旭日重光章                                         |
| 丹羽雅子   | 家政学者、奈良女子大学名誉教授                                                         | 2019年1月25日  | 瑞宝重光章                                         |
| 菅原邦城   | 言語学者、大阪外国語大学名誉教授                                                       | 2019年2月8日   | 瑞宝中綬章                                         |
| 西田秀穂   | 美術史学者、東北大学名誉教授                                                           | 2019年2月16日  | 従七位より進階                                     |
| 小島恒久   | 経済学者、九州大学名誉教授                                                             | 2019年3月2日   |                                                    |
| 梅村浩     | 数学者、名古屋大学名誉教授                                                             | 2019年3月8日   | 瑞宝中綬章                                         |
| 持永堯民   | 自治事務次官                                                                           | 2019年4月8日   | 瑞宝重光章                                         |
| 厨義弘     | 体育学者、福岡教育大学名誉教授                                                         | 2019年6月21日  | 瑞宝中綬章                                         |
| 西渕光昭   | 水産学者、細菌学者、京都大学名誉教授                                                   | 2019年6月24日  | 瑞宝中綬章                                         |
| 小川英次   | 経営学者、名古屋大学名誉教授、中京大学学長                                             | 2019年7月4日   | 瑞宝重光章                                         |
| 齋藤寛     | 医学者、長崎大学名誉教授・学長                                                         | 2019年8月14日  | 瑞宝重光章                                         |
| 西村吉正   | 大蔵省銀行局長                                                                         | 2019年9月8日   | 瑞宝中綬章                                         |
| 好美清光   | 法学者、一橋大学名誉教授                                                               | 2019年11月5日  | 瑞宝中綬章                                         |
| 木村汎     | 政治学者、国際日本文化研究センター名誉教授                                             | 2019年11月14日 | 瑞宝中綬章                                         |
| 永井孝信   | 衆議院議員、労働大臣                                                                   | 2019年12月21日 | 勲一等瑞宝章                                       |
| 丹羽義信   | 英語学者、名古屋大学名誉教授                                                           | 2019年12月23日 | 勲三等旭日中綬章                                   |
| 芳賀徹     | 比較文学者、京都造形芸術大学名誉学長                                                   | 2020年2月20日  | 瑞宝中綬章、日本藝術院会員                         |
| 加戸守行   | 第14-16代愛媛県知事                                                                    | 2020年3月21日  | 旭日重光章                                         |
| 手塚昌利   | 阪神電気鉄道会長、阪神タイガースオーナー                                               | 2020年4月18日  | 旭日重光章                                         |
| 横内正明   | 第16・17代山梨県知事、衆議院議員                                                       | 2020年4月21日  | 旭日重光章                                         |
| 青木栄一   | 地理学者、東京学芸大学名誉教授                                                         | 2020年5月4日   | 瑞宝中綬章                                         |
| 大沢博     | 心理栄養学者、岩手大学名誉教授                                                         | 2020年5月6日   |                                                    |
| 藤井威     | 内閣内政審議室長、駐スウェーデン・ラトビア特命全権大使                                 | 2020年5月12日  |                                                    |
| 加藤紀文   | 参議院議員、総務副大臣                                                                 | 2020年5月18日  | 旭日重光章                                         |
| 原田誠     | 化学工学者、京都大学名誉教授                                                           | 2020年5月20日  | 瑞宝中綬章                                         |
| 木村尚史   | 反応工学・分離工学者、東京大学名誉教授                                                 | 2020年5月21日  | 瑞宝中綬章                                         |
| 中原弘道   | 物理学者、東京都立大学名誉教授                                                         | 2020年5月26日  | 瑞宝中綬章                                         |
| 真崎知生   | 薬理学者、筑波大学・京都大学名誉教授                                                   | 2020年7月7日   | 文化功労者、瑞宝重光章                             |
| 望月幸明   | 第9-11代山梨県知事                                                                     | 2020年8月8日   | 旭日重光章                                         |
| 斎藤成文   | 電気工学者、東京大学名誉教授                                                           | 2020年10月7日  | 正七位より進階、勲二等瑞宝章、文化功労者           |
| 佐藤東洋士 | 学校法人桜美林学園理事長、日本私立大学協会会長                                         | 2020年10月18日 | 旭日重光章                                         |
| 阿部正俊   | 参議院議員、外務副大臣                                                                 | 2020年10月25日 | 旭日重光章                                         |
| 石塚貢     | 科学技術事務次官、海洋科学技術センター理事長                                           | 2020年11月16日 | 瑞宝重光章                                         |
| 竹内龍三   | 農業機械学者、神戸大学名誉教授                                                         | 2021年1月1日   |                                                    |
| 佐藤泰正   | 教育心理学者、筑波大学名誉教授                                                         | 2021年1月16日  | 瑞宝中綬章                                         |
| 伊藤英成   | 衆議院議員                                                                             | 2021年1月19日  | 旭日重光章                                         |
| 鈴木重靖   | 経済学者、山口大学名誉教授                                                             | 2021年1月19日  | 勲三等旭日中綬章                                   |
| 祖父江逸郎 | 長寿科学振興財団名誉理事長、名古屋大学・愛知医科大学名誉教授                           | 2021年3月29日  | 従七位より進階、勲二等旭日重光章                   |
| 三井辨雄   | 厚生労働大臣、衆議院議員                                                               | 2021年4月2日   | 旭日重光章                                         |
| 香川征     | 医学者、徳島大学学長・名誉教授                                                         | 2021年4月7日   | 瑞宝中綬章                                         |
| 結城康夫   | 化学者、名古屋工業大学名誉教授                                                         | 2021年4月27日  | 瑞宝中綬章                                         |
| 内田祥哉   | 建築家、東京大学名誉教授                                                               | 2021年5月3日   | 瑞宝中綬章                                         |
| 前田浩     | 化学者、熊本大学名誉教授                                                               | 2021年5月18日  | 旭日中綬章                                         |
| 石川實     | 社会学者、奈良女子大学名誉教授                                                         | 2021年5月20日  | 瑞宝中綬章                                         |
| 高月清     | 医学者、熊本大学名誉教授                                                               | 2021年5月23日  | 紫綬褒章、文化功労者、瑞宝重光章                   |
| 森本正夫   | 経営学者、北海学園理事長、北海学園大学名誉教授                                         | 2021年6月1日   | 旭日重光章                                         |
| 林周二     | 経営学者、東京大学・静岡県立大学名誉教授                                               | 2021年6月7日   | 瑞宝中綬章                                         |
| 古田孝臣   | 理学者、金沢大学名誉教授                                                               | 2021年6月15日  | 瑞宝中綬章                                         |
| 奥田建     | 国土交通副大臣、衆議院議員                                                             | 2021年6月22日  | 旭日重光章                                         |
| 小川洋     | 第17-19代福岡県知事、特許庁長官                                                        | 2021年11月2日  | 旭日重光章                                         |
| 西山哲男   | 流体工学者、東北大学名誉教授                                                           | 2021年11月15日 | 勲三等旭日中綬章                                   |
| 波野辰次郎 | 歌舞伎俳優（二代目中村吉右衛門）                                                       | 2021年11月28日 | 旭日重光章                                         |
| 吉原英樹   | 経営学者、神戸大学名誉教授                                                             | 2022年2月7日   | 瑞宝中綬章                                         |
| 堀江正夫   | 参議院議員、第9代西部方面総監                                                          | 2022年3月20日  | 従六位より進階、勲二等旭日重光章                   |
| 森本英夫   | フランス語学者、大阪市立大学名誉教授                                                   | 2022年3月27日  | 瑞宝中綬章                                         |
| 児島邦宏   | 学校教育学者、東京学芸大学名誉教授                                                     | 2022年3月31日  | 瑞宝中綬章                                         |
| 芳野赳夫   | 電気通信大学名誉教授                                                                   | 2022年3月31日  | 瑞宝中綬章                                         |
| 吉野浩行   | 本田技研工業社長、総合科学技術会議議員                                                 | 2022年4月1日   | 旭日重光章                                         |
| 逢坂豪     | 鳥取大学名誉教授                                                                       | 2022年4月5日   | 瑞宝中綬章                                         |
| 本地弘之   | 九州大学名誉教授                                                                       | 2022年4月5日   | 瑞宝中綬章                                         |
| 小田島晟   | 北海道大学名誉教授                                                                     | 2022年4月11日  | 勲三等旭日中綬章                                   |
| 大森晋爾   | 津山工業高等専門学校長・名誉教授、岡山大学教授                                         | 2022年4月13日  | 瑞宝中綬章                                         |
| 繪面良男   | 北海道大学名誉教授                                                                     | 2022年4月15日  | 瑞宝中綬章                                         |
| 山内高調   | 宮崎大学名誉教授                                                                       | 2022年4月19日  | 正七位より進階、勲三等旭日中綬章                   |
| 菅原稔     | 岡山大学名誉教授                                                                       | 2022年4月20日  | 瑞宝中綬章                                         |
| 辻明彦     | 生化学者、酸素化学者、徳島大学名誉教授                                                 | 2022年4月25日  | 瑞宝中綬章                                         |
| 齋藤健一   | 弘前大学名誉教授                                                                       | 2022年4月27日  | 瑞宝中綬章                                         |
| 細川哲     | 鳥取大学名誉教授                                                                       | 2022年4月28日  | 瑞宝中綬章                                         |
| 大橋守     | 有機化学者、電気通信大学名誉教授                                                       | 2022年5月2日   | 瑞宝中綬章                                         |
| 中村正郎   | 人工知能学者・高エネルギー物理学者、福井大学名誉教授                                   | 2022年5月3日   | 瑞宝中綬章                                         |
| 東村敏延   | 高分子化学者、聖泉大学学長、滋賀県立大学・京都大学名誉教授                             | 2022年5月4日   | 瑞宝中綬章                                         |
| 白井義昭   | 横浜市立大学名誉教授                                                                   | 2022年5月9日   | 瑞宝中綬章                                         |
| 村山徹郎   | 植物生理学者、愛媛大学名誉教授                                                         | 2022年5月10日  | 瑞宝中綬章                                         |
| 川本和久   | 陸上競技指導者、福島大学教授                                                           | 2022年5月11日  | 瑞宝中綬章                                         |
| 濱田卓二郎 | 衆議院議員、外務政務次官                                                               | 2022年5月16日  | 旭日重光章                                         |
| 今泉正隆   | 第72代警視総監                                                                         | 2022年5月17日  | 勲二等旭日重光章                                   |
| 川越重比古 | 空将、第16代飛行教育集団司令官、第15代北部航空方面隊司令官                             | 2022年5月17日  | 正七位より進階、勲三等瑞宝章                       |
| 磯野日出夫 | 医学者、岐阜大学名誉教授                                                               | 2022年5月22日  | 瑞宝中綬章                                         |
| 北澤馨     | 獣医学者、岐阜大学名誉教授                                                             | 2022年6月1日   | 勲三等旭日中綬章                                   |
| 荒谷登     | 工学者、北海道大学名誉教授                                                             | 2022年6月13日  | 瑞宝中綬章                                         |
| 杵淵智行   | 警視監、警察大学校長、埼玉県警察本部長、茨城県警察本部長                               | 2022年6月14日  | 瑞宝中綬章                                         |
| 宮村眞平   | 三井金属鉱業社長                                                                       | 2022年6月14日  | 藍綬褒章、旭日重光章                               |
| 薄木征三   | 工学者、秋田大学名誉教授                                                               | 2022年6月15日  | 瑞宝中綬章                                         |
| 礒部洋司   | 美術教育史学者、愛知教育大学名誉教授                                                   | 2022年6月16日  | 瑞宝中綬章                                         |
| 金田英行   | 衆議院議員、農林水産副大臣                                                             | 2022年6月17日  | 旭日重光章                                         |
| 寺井愛宕   | 海将、第26代横須賀地方総監、第17代航空集団司令官、第16代教育航空集団司令官             | 2022年6月18日  | 瑞宝中綬章                                         |
| 関根則之   | 参議院議員、第17代消防庁長官                                                           | 2022年6月19日  | 勲二等旭日重光章                                   |
| 井上克司   | 工学者、山口大学名誉教授                                                               | 2022年6月20日  | 瑞宝中綬章                                         |
| 小金澤孝昭 | 教育学者、宮城教育大学名誉教授                                                         | 2022年6月21日  | 瑞宝中綬章                                         |
| 加々美光安 | 医師、空将、第7代自衛隊中央病院長、第3代航空医学実験隊司令                             | 2022年6月22日  | 勲三等瑞宝章                                       |
| 永田諒一   | 西洋史学者、岡山大学名誉教授                                                           | 2022年6月24日  | 瑞宝中綬章                                         |
| 廣光一郎   | 物理学者、島根大学教授                                                                 | 2022年6月25日  | 瑞宝中綬章                                         |
| 笹木龍三   | 衆議院議員、文部科学副大臣（笹木竜三）                                                 | 2022年6月28日  | 旭日重光章                                         |
| 平松惇     | 物性物理学者、岡山大学名誉教授                                                         | 2022年6月28日  | 瑞宝中綬章                                         |
| 金子隆芳   | 心理学者、筑波大学名誉教授                                                             | 2022年7月2日   | 瑞宝中綬章                                         |
| 柳哲雄     | 九州大学名誉教授                                                                       | 2022年7月2日   | 瑞宝中綬章                                         |
| 石谷寛     | 応用数学者、三重大学名誉教授                                                           | 2022年7月7日   | 瑞宝中綬章                                         |
| 朝山邦輔   | 工学者、大阪大学名誉教授                                                               | 2022年7月17日  | 瑞宝中綬章                                         |
| 佐竹巖     | 理学者、鹿児島大学名誉教授                                                             | 2022年7月17日  | 瑞宝中綬章                                         |
| 船倉正憲   | 東京農工大学名誉教授                                                                   | 2022年7月19日  | 瑞宝中綬章                                         |
| 古井貞熙   | 国立情報学研究所研究総主幹、東京工業大学栄誉教授、豊田工業大学シカゴ校学長             | 2022年7月31日  | 紫綬褒章、瑞宝重光章                               |
| 清水哲也   | 医学者、第4代旭川医科大学長・同名誉教授                                                | 2022年8月4日   | 瑞宝重光章                                         |
| 田中茂利   | プラズマ物理学者、福井工業高等専門学校長・同名誉教授、京都大学名誉教授                 | 2022年8月4日   | 勲三等旭日中綬章                                   |
| 堤耀廣     | 物理学者、北海道大学名誉教授                                                           | 2022年8月4日   | 瑞宝中綬章                                         |
| 伊藤昌夫   | 岩手大学名誉教授                                                                       | 2022年8月6日   | 瑞宝中綬章                                         |
| 中山春夫   | 横浜国立大学名誉教授                                                                   | 2022年8月7日   | 瑞宝中綬章                                         |
| 柿沼忠男   | 水工学者、愛媛大学名誉教授・同工学部長                                                 | 2022年8月10日  | 瑞宝中綬章                                         |
| 間瀬英夫   | 言語学者、大阪外国語大学名誉教授                                                       | 2022年8月10日  | 瑞宝中綬章                                         |
| 田中浩二   | 第2代九州旅客鉄道（JR九州）社長、初代九州観光推進機構会長、福岡大学理事長              | 2022年8月11日  | 旭日重光章                                         |
| 鈴木禮治   | 第49 - 52代愛知県知事                                                                  | 2022年8月15日  | 勲一等瑞宝章                                       |
| 山口賢介   | 陸将、第3師団長                                                                        | 2022年8月16日  | 瑞宝中綬章                                         |
| 河西浩一   | 医学者、香川医科大学・香川県立医療短期大学名誉教授                                     | 2022年8月18日  | 瑞宝中綬章                                         |
| 潮見佳男   | 法学者、京都大学副学長、同法学部長                                                     | 2022年8月19日  | 瑞宝中綬章                                         |
| 村上昭彦   | 工学者、東京農工大学名誉教授                                                           | 2022年8月19日  | 瑞宝中綬章                                         |
| 永岡祿朗   | 宮内庁書陵部長、皇室経済主管                                                           | 2022年8月28日  | 瑞宝中綬章                                         |
| 吉見宏     | 会計学者、北海道大学副学長                                                             | 2023年1月2日   | 瑞宝中綬章                                         |
| 田中秀一   | 運動生理学者、福井大学名誉教授                                                         | 2023年1月3日   | 瑞宝中綬章                                         |
| 笹月健彦   | 免疫学者、九州大学名誉教授、国立国際医療センター名誉総長                               | 2023年2月1日   | 紫綬褒章、瑞宝重光章                               |
| 今井宏     | 政治家、衆議院議員、埼玉県草加市長                                                     | 2023年3月3日   | 旭日重光章                                         |
| 野間赳     | 政治家、参議院議員、農林水産副大臣                                                     | 2023年3月11日  | 旭日重光章                                         |
| 高際澄雄   | 英文学者、宇都宮大学名誉教授                                                           | 2023年3月30日  | 瑞宝中綬章                                         |
| 番場公雄   | 農学者、静岡大学名誉教授                                                               | 2023年4月1日   | 瑞宝中綬章                                         |
| 武村泰男   | 哲学者、三重大学元学長                                                                 | 2023年4月10日  |                                                    |
| 生田豊     | 体育学者、徳島大学名誉教授                                                             | 2023年4月19日  |                                                    |
| 田島信威   | 法制局長、東北学院大学教授、白鷗大学法科大学院教授                                     | 2023年5月11日  | 瑞宝重光章                                         |
| 川勝泰司   | 南海電気鉄道社長・会長、毎日放送社外監査役、南海電気鉄道社長・会長                     | 2023年5月12日  | 旭日重光章                                         |
| 田中紘一   | 工学者、長岡技術科学大学名誉教授                                                       | 2023年5月13日  | 瑞宝中綬章                                         |
| 加藤逸夫   | 医学者、徳島大学名誉教授、今治第一病院名誉院長                                         | 2023年5月13日  | 瑞宝中綬章                                         |
| 北村恭二   | 大臣官房総務審議官、証券局長、大阪証券取引所理事長                                     | 2023年5月15日  |                                                    |
| 亀田弘行   | 防災学者、京都大学名誉教授、地域安全学会会長                                           | 2023年6月6日   | 瑞宝中綬章                                         |
| 山本泰     | 社会学者、東京大学名誉教授                                                             | 2023年6月7日   | 瑞宝中綬章                                         |
| 木村晃     | 工学者、鳥取大学名誉教授                                                               | 2023年6月7日   | 瑞宝中綬章                                         |
| 福原義春   | 実業家、資生堂代表取締役会長・社長                                                     | 2023年8月30日  | 旭日重光章、文化功労者                             |
| 渕上貞雄   | 政治家、参議院議員                                                                     | 2023年10月13日 | 旭日重光章                                         |
| 檜山哲彦   | ドイツ文学者、俳人、東京藝術大学名誉教授                                               | 2023年12月30日 | 瑞宝中綬章                                         |
| 加納正雄   | 教育学者、滋賀大学教育学部教授                                                         | 2024年1月3日   | 瑞宝中綬章                                         |
| 平野昌繁   | 地形学者、大阪市立大学名誉教授                                                         | 2024年1月16日  | 瑞宝中綬章                                         |
| 新野直吉   | 歴史学者、秋田大学名誉教授                                                             | 2024年1月17日  | 勲二等旭日重光章                                   |
| 若杉明     | 会計学者、横浜国立大学名誉教授                                                         | 2024年1月17日  | 瑞宝中綬章                                         |
| 中川和雄   | 政治家、大阪府知事、関西棋院理事長                                                     | 2024年7月29日  | 勲二等瑞宝章                                       |
| 石井直方   | 運動生理学者、東京大学名誉教授                                                         | 2024年8月20日  | 瑞宝中綬章                                         |
| 中村徹     | 運輸事務次官、新東京国際空港公団総裁、日本観光協会会長                                 | 2024年8月20日  | 瑞宝重光章                                         |
| 矢島脩三   | 計算機科学者、京都大学名誉教授                                                         | 2024年9月13日  | 瑞宝中綬章                                         |
| 牛嶋正     | 経済学者、名古屋市立大学名誉教授、参議院議員                                           | 2024年10月5日  | 勲三等旭日中綬章                                   |
| 嘉数知賢   | 衆議院議員、内閣府副大臣                                                               | 2024年10月15日 | 旭日重光章                                         |
| 和氣健二郎 | 医学者、東京医科歯科大学名誉教授                                                       | 2024年10月21日 | 瑞宝中綬章                                         |
| 田渕哲也   | 参議院議員                                                                             | 2024年10月26日 | 勲二等旭日重光章                                   |
| 白井文吾   | ジャーナリスト、中日新聞社社長、中日ドラゴンズ球団オーナー                             | 2024年10月29日 | 旭日重光章                                         |
| 岩井八郎   | 社会学者、京都大学名誉教授                                                             | 2024年10月31日 | 瑞宝中綬章                                         |
| 伊藤直彦   | 日本貨物鉄道会長                                                                       | 2024年11月7日  | 旭日重光章                                         |
| 礪波護     | 東洋史学者、京都大学名誉教授                                                           | 2024年11月13日 | 瑞宝中綬章                                         |
| 野海正俊   | 数学者、神戸大学名誉教授                                                               | 2024年11月20日 | 瑞宝中綬章                                         |
| 高木賢     | 食糧庁長官、大日本蚕糸会会頭                                                           | 2024年11月24日 | 瑞宝重光章                                         |
| 足立敏之   | 参議院議員、参議院財政金融委員長、技監                                                 | 2024年12月27日 | 瑞宝重光章                                         |
| 宮下充正   | 運動生理学者、東京大学名誉教授                                                         | 2025年1月3日   | 瑞宝中綬章                                         |
| 三間圀興   | 物理学者、大阪大学名誉教授                                                             | 2025年1月5日   | 瑞宝中綬章                                         |
| 鈴木朝夫   | 材料科学者、東京工業大学名誉教授、高知工科大学副学長・名誉教授、高知県公安委員会委員長 | 2025年1月23日  | 瑞宝中綬章                                         |
| 野中郁次郎 | 経営学者、一橋大学名誉教授                                                             | 2025年1月25日  | 瑞宝中綬章、紫綬褒章、日本学士院会員               |
| 堀江三喜男 | 機械工学者、東京工業大学名誉教授                                                       | 2025年1月31日  | 瑞宝中綬章                                         |
| 山崎敏光   | 物理学者、東京大学名誉教授                                                             | 2025年1月31日  | 瑞宝重光章、文化功労者、日本学士院会員             |
| 清水展     | 文化人類学者、京都大学名誉教授                                                         | 2025年2月22日  | 瑞宝中綬章                                         |
| 吉森章夫   | 声楽家、徳島大学名誉教授                                                               | 2025年3月5日   | 瑞宝中綬章                                         |
| 西原英晃   | 原子力工学者、京都大学名誉教授                                                         | 2025年3月24日  | 瑞宝中綬章                                         |
| 田仲一成   | 中国学者、東京大学名誉教授                                                             | 2025年3月29日  | 瑞宝重光章、日本学士院会員                         |
| 松本克巳   | 言語学者、金沢大学名誉教授、静岡県立大学名誉教授                                       | 2025年4月19日  | 瑞宝中綬章                                         |
| 岩井國臣   | 国土交通副大臣、参議院決算委員長                                                       | 2025年4月21日  | 旭日重光章                                         |
| 児玉幸治   | 通商産業事務次官、商工組合中央金庫理事長                                               | 2025年4月26日  | 瑞宝重光章                                         |
| 角和夫     | 阪急阪神ホールディングス会長、関西経済連合会副会長                                     | 2025年4月26日  | 旭日重光章                                         |